# Warnawino (obwód smoleński)
Warnawino (ros. Варнавино) – wieś (ros. деревня, trb. dieriewnia) w zachodniej Rosji, w osiedlu wiejskim Titowszczinskoje rejonu diemidowskiego w obwodzie smoleńskim.

## Geografia
Miejscowość położona jest w dorzeczu Łostinki, 6,5 km od drogi regionalnej 66N-0509 (Diemidow – Jeśkowo – Szapy – Borisienki), 29 km od centrum administracyjnego osiedla wiejskiego (Titowszczina), 26,5 km od centrum administracyjnego rejonu (Diemidow), 57,5 km od stolicy obwodu (Smoleńsk), 60,5 km od granicy z Białorusią.
W granicach miejscowości znajduje się ulica Kuzniecowa (8 posesji).

## Demografia
W 2010 r. miejscowość zamieszkiwały 2 osoby.

## Historia
W czasie II wojny światowej od lipca 1941 roku wieś była okupowana przez hitlerowców. Wyzwolenie nastąpiło we wrześniu 1943 roku.
Na mocy uchwały z dnia 28 maja 2015 roku wszystkie miejscowości (w tym Warnawino) zlikwidowanej jednostki administracyjnej Szapowskoje weszły w skład osiedla wiejskiego Titowszczinskoje.

## Urodzeni w dieriewni
- Dmitrij Ignatjewicz Kuzniecow (1903–1941) – major, bohater Związku Radzieckiego[7]. Jego nazwiskiem upamiętnione są ulice w Warnawino i w Diemidowie.